# TVR Cerbera
TVR Cerbera — спортивний автомобіль британської компанії TVR 1996–2003 років, що випускався з 2-дверним кузовом купе. Третя модель компанії TVR, що була розроблена під керівництвом Пітера Уілера і перша модель з кузовом хардтоп, типу 2+2, з власним мотором TVR. Прототип презентували на Автошоу 1994 у Бірмінгемі.

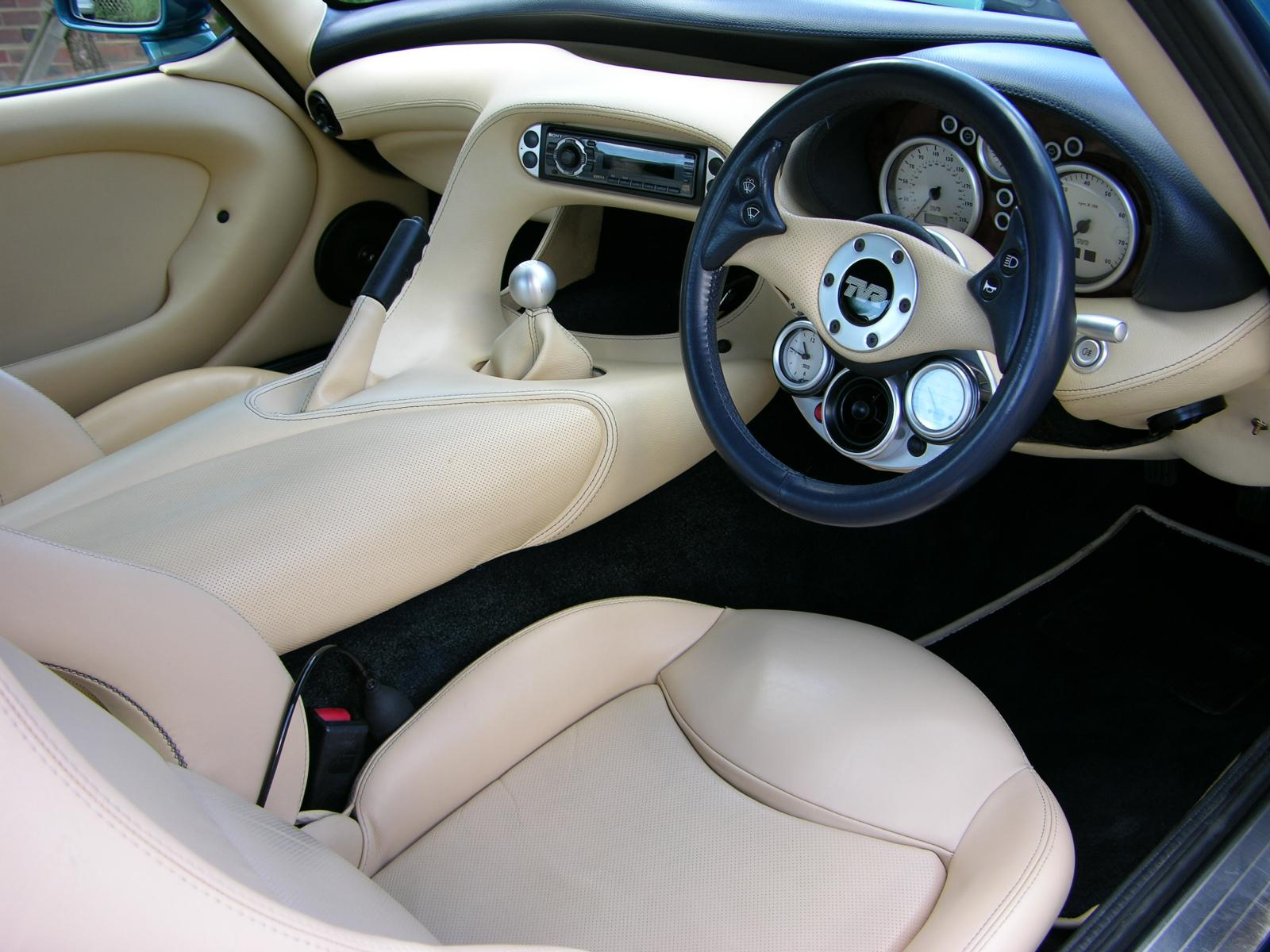
Панель приладів

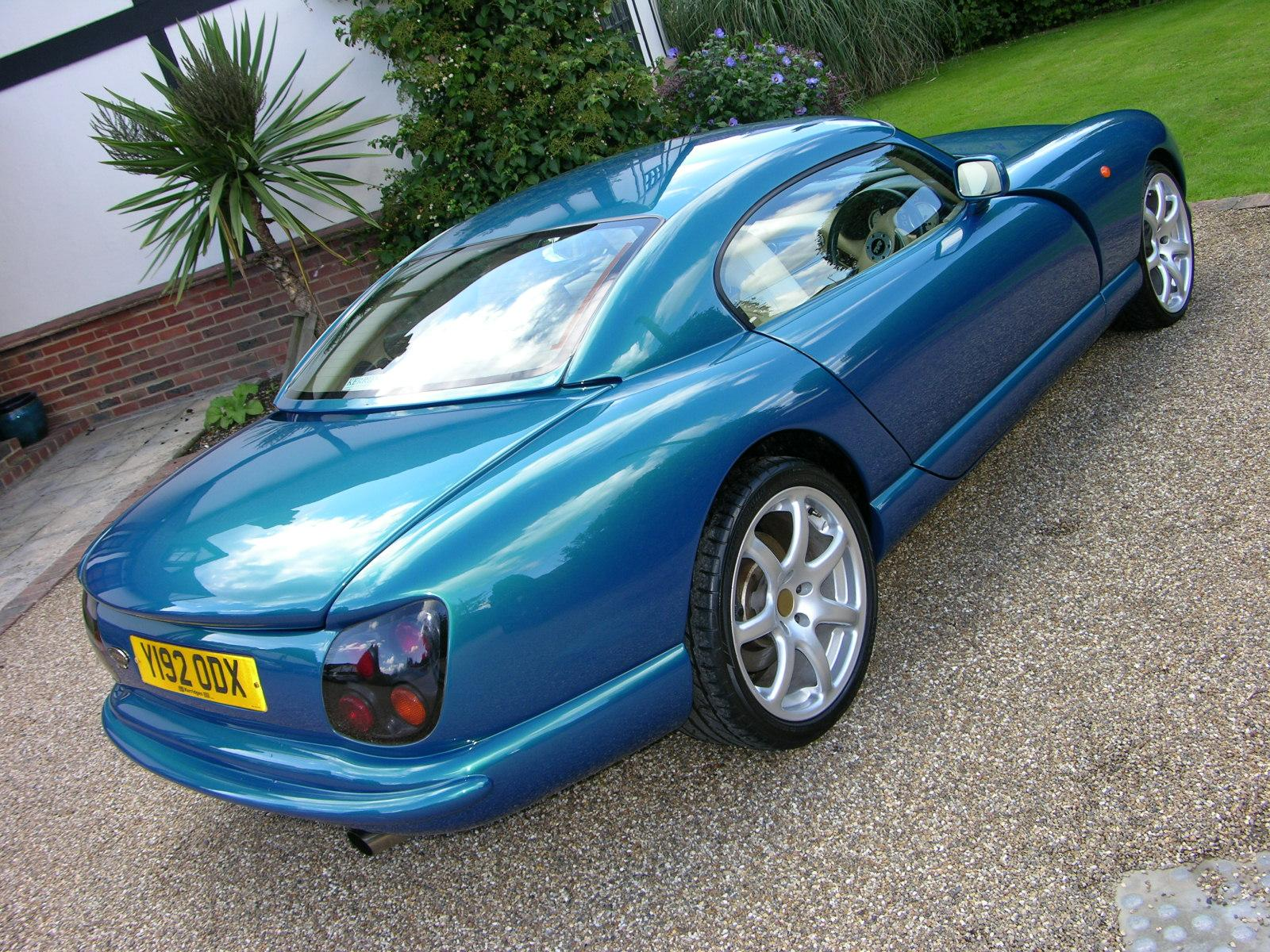
Задня частина TVR Cerbera

На модифікаціях встановлювали мотори:
- 6-циліндровий рядний TVR Speed Six об'ємом 3605 см³, потужністю 350 к.с. (257 кВт)
- 8-циліндровий V-подібний TVR Speed Eight (AJP8) об'ємом 4280 см³, потужністю 360 к.с. (270 кВт)
- 8-циліндровий V-подібний TVR Speed Eight (AJP8) 4475 см³ 420 к.с. (310 кВт)

Після купівлі Rover Company компанією BMW Пітер Уілер боявся, що у будь-який момент може бути припинений випуск необхідних TVR моторів. Тому компанія вирішила випустити власний 8-циліндровий мотор. Модель проектували як 4-місне авто типу 2+2 з невеликим простором задніх місць. Також розроблялась модель 3+1, коли заднє місце за пасажиром має більший простір, ніж за водієм. Згідно з традиціями компанії кузов спроектували максимально легким. У серпні 2006 через Інтернет сповістили про продаж останнього екземпляру TVR Cerbera. Найбільша ціна моделі сягала 45.000 фунтів.